# Glenea iphia
Glenea iphia är en skalbaggsart som beskrevs av Francis Polkinghorne Pascoe 1867. Glenea iphia ingår i släktet Glenea och familjen långhorningar.
Artens utbredningsområde är Sulawesi. Inga underarter finns listade i Catalogue of Life.